# 新宿駅西口地下広場

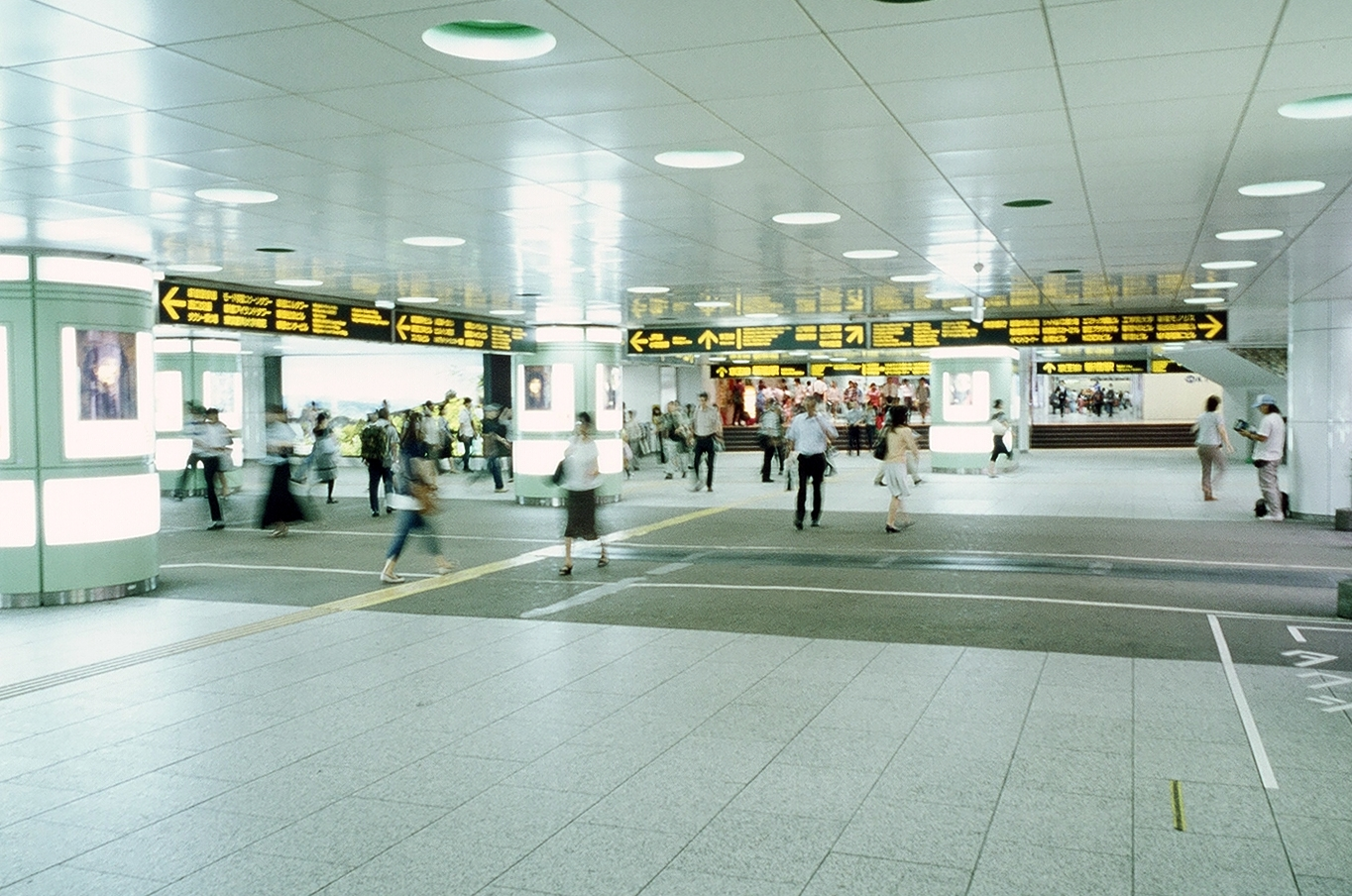
新宿駅西口地下広場

新宿駅西口地下広場（しんじゅくえきにしぐちちかひろば）は、新宿駅西口地下一帯の送迎車乗降部分を含む歩行者空間のことである。小田急百貨店などと同じく、坂倉準三が設計し（実施設計・設計監理は東孝光）、1966年（昭和41年）に完成した。同時に、大型百貨店や地上バスターミナル（新宿駅西口バス乗り場）も新たに整備され、現在見られる新宿駅西口の風景の基礎を作った。1969年（昭和44年）の事件（下記参照）以降、公式名称表示では「西口地下通路」とされている。
主に周辺のオフィスビルや商店街同士を結ぶ自由通路としての役割を果たしている。新宿駅だけでなく、京王百貨店、SHINJUKU ODAKYU PARK（旧新宿スバルビル跡地）、小田急エース、モード学園コクーンタワー、新宿住友ビルディングなどといった周囲のデパートやビル、地下商店街とも連結しており、さらに都庁を始めとする西新宿副都心へのアプローチとしても利用されている。また、地下広場の一角にあるイベント広場にでは、様々なイベントが催されている。
この地下広場は新宿の戦災復興計画の一環として建造された。1966年から存在する公共施設で、1960年代においては反戦フォークゲリラ活動の中心地であったり、1998年までは多数の路上生活者が段ボールハウスを作って暮らしていたなど、アンダーグラウンドな歴史を持つ公共施設である。

## 概要
- 竣工:1966年（昭和41年）9月
- 管理:東京都建設局

地下広場の下は、駐車場（新宿駅西口駐車場）になっており、完成当初は世界初の地下立体駐車場とされていた。また、都庁方面へ続く動く歩道の部分も同じ東京都建設局の管理である。広場の中央には地上から吹き抜けになっているロータリーがあり、都庁第一本庁舎行きのバス停留所やタクシー乗り場などが設置されている。噴水も設置されているが、2019年（平成31/令和元年）現在、使用されていない。

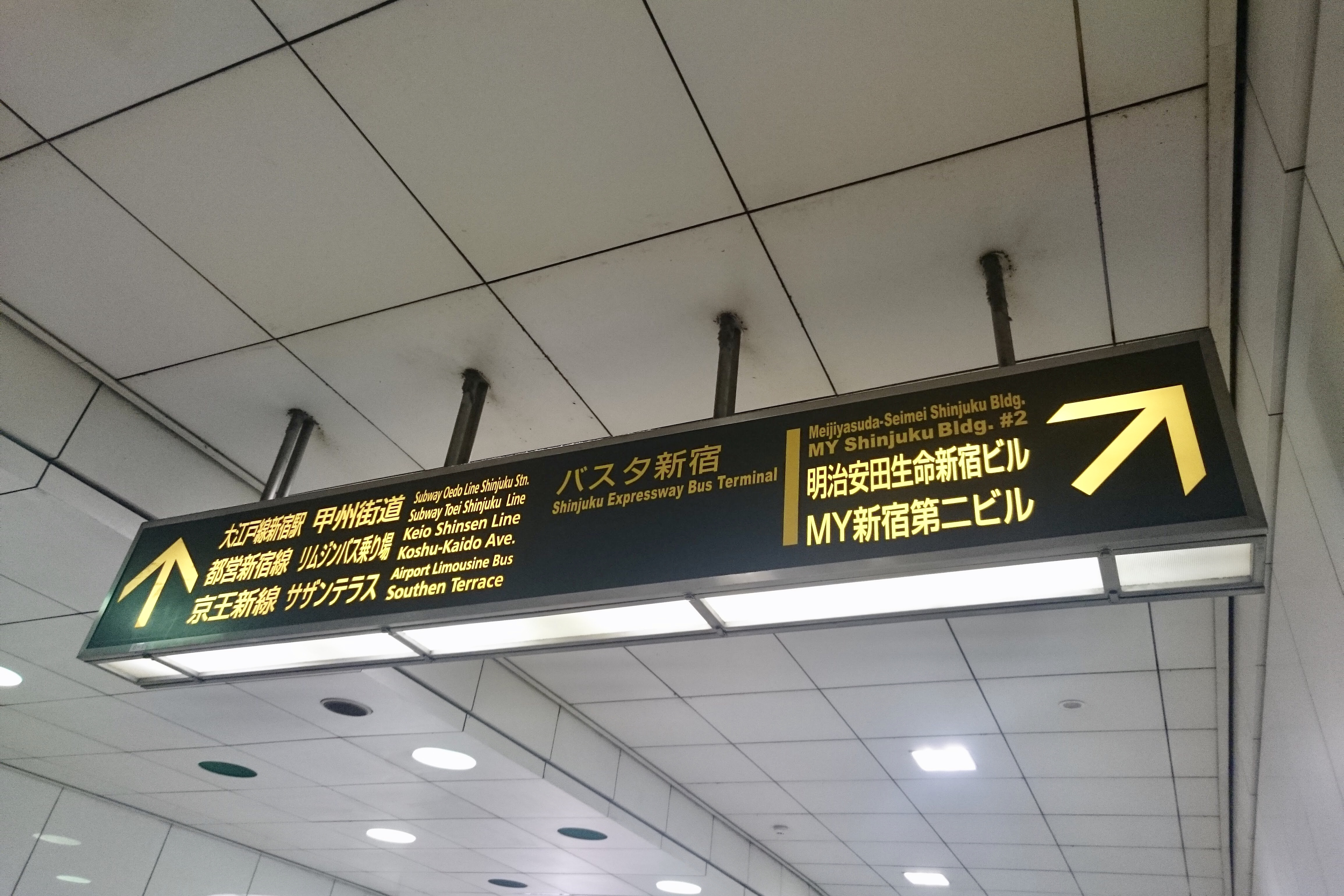
広場内の案内板（2017年）
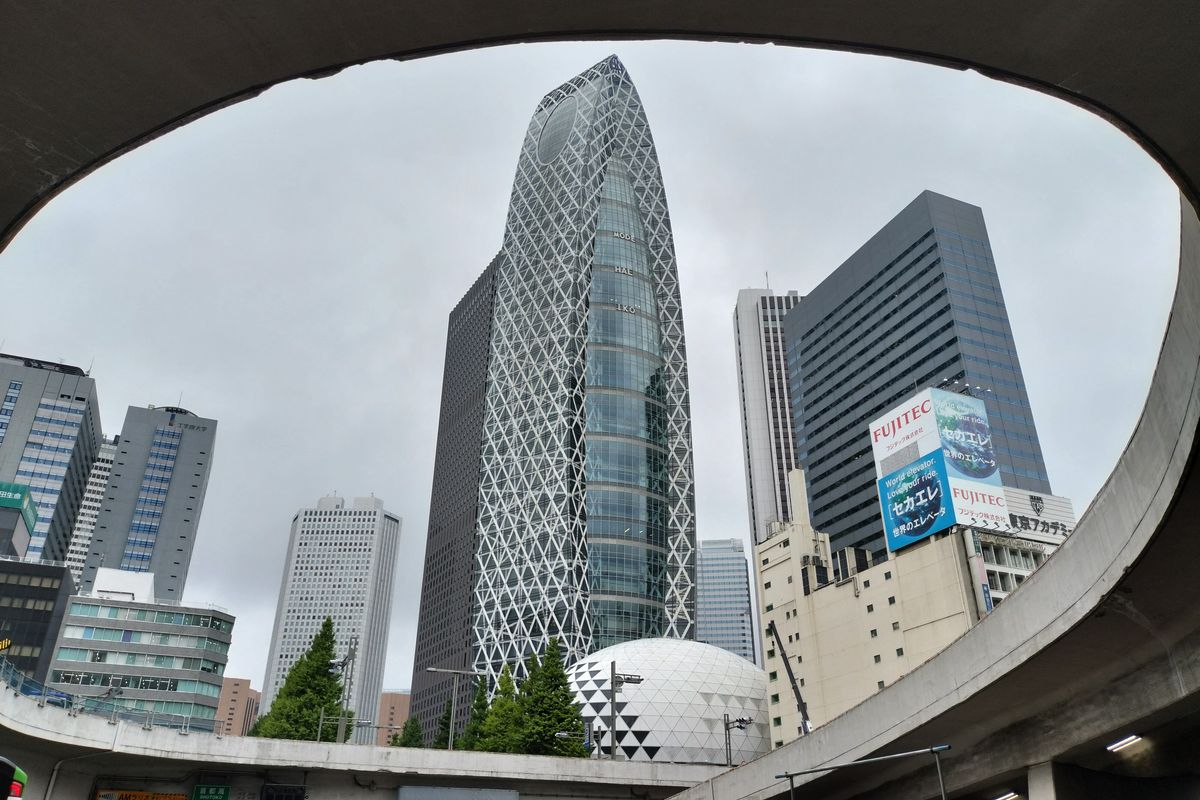
吹き抜けから地上を見る（2023年10月）

## 主な出来事
- 1969年（昭和44年）6月28日 - 反戦フォークゲリラ排除事件

フォークゲリラ集会が機動隊と激突し、道路交通法が適用されて排除され、集会は事実上禁止状態となった。それまでは車路から噴水まで一帯を埋め尽くすほどの人出があった空間は、名称も一夜にして西口“広場”から西口“通路”（＝公道。集会や蝟集などは歩道不法占有とされる）へと変更された。また、事件後の7月2日、地元の商店で構成される「新宿駅周辺環境対策委員会」が集会を厳しく取り締まるよう決議、警視庁や公安委員会へ申し入れを行い、地域として警察当局の規制を肯定する姿勢を見せた、
- 1990年代 - 新宿ダンボール村
  - 1996年（平成8年）1月24日 - ホームレス強制排除事件
都庁へと向かう通路にはホームレスの段ボールハウスが並んでいたが、同地に動く歩道を設置することになり、再三の退去要請にも従わなかったため、この日の早朝に強制排除されたが支援者らとの間で激しい衝突が起こった。同年2月10日には同地からの流入阻止のため、やはり段ボールハウスが並んでいた新線新宿駅通路（現在の京王モールアネックス）からも京王帝都電鉄（当時）によって排除された[2]。
  - 1998年（平成10年）2月7日 - 地下広場火災事件
前述の強制排除後も段ボールを使って地下広場の一角で集団で暮らしていたホームレスたちの段ボールハウスから出火。多数の死傷者が出た。これをきっかけに、今まで黙認されていた段ボールハウスでの生活が全面的に禁止された。彼らが暮らしていた一角は、火災による被害修復後、現在はイベントスペースとして整備されている。この頃から、ホームレスは至近にある新宿中央公園への転出が続き、現在では当公園に定住している。これにより、日中は当地下広場でホームレスを見かけることが以前より少なくなった。

## 禁止事項
この地下広場では、道路法・道路交通法が適用されるため（1969年6月29日より）、道路占用許可/道路使用許可無く交通の妨げとなる行為を行う事は全面的に禁止されている。路上生活やビラ配りは禁止されており、長時間立ち止まったり、床に座り込んでいる場合にも、警備員に歩くように促される。地下広場内の路上生活が禁止されてから数は大きく減ったものの、夜間には多数の路上生活者がこの地下広場で段ボールを広げて就寝しているため、通勤ラッシュを迎える前の早朝に禁止事項を伝える構内放送が流れ、警備員が巡回して路上生活者を排除している様子が見られる。